# Józef Waśniewski
Józef Waśniewski (ur. 3 czerwca 1858 w Złotym Potoku, zm. 19 lutego 1897 w Warszawie) – polski poeta, dziennikarz i esperantysta. 

## Życiorys
Józef Waśniewski był jednym z najaktywniejszych pionierów ruchu esperanckiego, apostołem esperanta w Polsce. Na język polski przetłumaczył broszurę informacyjną oraz podręcznik do nauki esperanta. Jego utwory ukazywały się m.in. w czasopismach La Esperantisto i Lingvo Internacia. W 1896 jego opowiadanie En la brikejo (W cegielni) oryginalnie napisane w języku esperanto zostało nagrodzone dyplomem na pierwszym konkursie literatury esperanckiej. 
Waśniewski był pionierem turystyki esperanckiej. Korespondował z esperantystami z Norwegii i Szwecji, co zaowocowało podróżą po Skandynawii. Dzięki znajomości języka szwedzkiego popularyzował wiedzę o krajach Północy w Polsce, a w Szwecji – o literaturze polskiej. W Wędrowcu Waśniewski opublikował serię artykułów Wspomnienia z podróży na północ.
Był on także cenionym autorem polskojęzycznym. Na konkursie Gazety świątecznej w 1886 r. jedna jego opowiastka Był sobie taki Józek została odznaczona, druga – Grzechy gromadzkie – zalecona do druku. Osobno drukiem wydany został jego tomik szkiców pod tytułem Zygzaki oraz Bajki. Utwory humorystyczne Waśniewskiego, publikowane pod pseudonimem Duduś, ukazywały się na łamach czasopism Kolce, Mucha oraz w Kurierze świątecznym.
Jego pamięci poświęcone są dwa wiersze pod tym samym tytułem Al la memoro de Jozef Wasniewski (Pamięci Józefa Waśniewskiego) – wydany w Fundamenta Krestomatio autorstwa Otto W. Zeidlitza oraz w czasopiśmie Lingvo Internacia autorstwa Valdemara Langleta.